# شعاعية التماثل
شعاعية التماثل (بالإنجليزية: Radiata)‏ هي الحيوانات شعاعية التناظر من تحت مملكة البعديات الحقيقية.